# Cryptanura fusciventris
Cryptanura fusciventris là một loài tò vò trong họ Ichneumonidae.